# Ievgueni Leonov
Pour les articles homonymes, voir Leonov.
Ievgueni Pavlovitch Leonov (en russe : Евгений Павлович Леонов), né le 2 septembre 1926 et mort le 29 janvier 1994 , est un acteur soviétique et russe qui a joué dans plusieurs des plus célèbres films soviétiques. Il a également prêté sa voix pour des personnages de dessins animés soviétiques, dont Winnie l'ourson dans Vinni-Poukh (Винни-Пух).
Artiste du peuple de l'URSS en 1978, Leonov a joué plus de 200 rôles et était le plus connu des acteurs de soutien du cinéma russe.

## Biographie
Enfant, Ievgueni Leonov rêve de devenir pilote de chasse principalement du fait que son père travaillait dans une usine de construction aéronautique. Pendant la Grande Guerre patriotique, à l'instar de toute sa famille, il travaille dans une usine d'armement et d'aviation. Après la guerre, il rejoint l'école de théâtre d'art de Moscou, où il étudie sous la direction de Mikhaïl Yanchine. À partir de 1948, il jouait au théâtre Stanislavski.
En 1955, il devient membre du Parti communiste de l'Union soviétique.
En 1968, Leonov devient l'acteur du théâtre Maïakovski qu'il quittera en 1974, à la suite du différend avec le directeur artistique de l'époque Andreï Gontcharov (ru). Il intègre la troupe du théâtre du Lenkom dont la direction était prise depuis peu par Mark Zakharov.
Ievgueni Leonov devient un acteur fétiche de Gueorgui Danielia, apparaissant dans l'ensemble de ses films. Il attire l'attention de la critique par la justesse de ses rôles tragiques et par le naturel de son jeu. D'ailleurs nombre d'acteurs réputés évitent de jouer dans les mêmes films que lui tant sa manière naturelle de jouer les rendaient tendus.
Malgré sa brève apparition dans Le Marathon d'automne (1980) de Dainelia, son rôle hilarant d'un homme simple, fouineur, et éméché, lui vaut le prix des frères Vassiliev et le prix d'interprétation à la Mostra de Venise. Pour beaucoup[Qui ?], Leonov était aux Russes ce que Fernandel était aux Français[réf. nécessaire].
On lui décerne l'ordre de Lénine en 1986.
En 1991, lors d'une tournée en Allemagne, il est victime d'une crise cardiaque et reste dans le coma pendant 10 jours.
Leonov meurt en 1994, en se rendant au théâtre du Lenkom à Moscou, victime d'une embolie pulmonaire. Malgré le grand froid hivernal, plus d'un demi-million de personnes se sont rendues en cortège à un service commémoratif organisé à son théâtre. Il est enterré au cimetière de Novodevitchi. La même année on lui décerne à titre posthume le prix du Kinotavr, pour l'ensemble de son œuvre.

## Filmographie partielle
- 1960 : La Croisière tigrée (Полосатый рейс) de Vladimir Fetine : Gleb Chouleïski
- 1963 : L'actrice serf (Крепостная актриса) de Roman Tikhomirov
- 1965 : Trente-trois (film) (Тридцать три) de Gueorgui Danielia : Ivan Travkine
- 1967 : Prestidigitateur (film) (Фокусник) de Piotr Todorovski : Stepan Rossomakhine
- 1969 : Tchaïkovski (Чайковский) d'Igor Talankine : Aliocha
- 1969 : Ne sois pas triste de Gueorgui Danielia (Не горюй) : Egor Zaletaïev, un soldat russe
- 1969 : Winnie l'ourson (Винни-Пух) de Fiodor Khitrouk : Winnie l'ourson (doublage)
- 1970 : Gare de Biélorussie (Белорусский вокзал) d'Andreï Smirnov : Ivan
- 1971 : Les Gentilshommes de la chance (Джентльмены удачи) d'Alexandre Sery : Evgueni Trochine/Dotsent
- 1973 : Le Garçon perdu (Cовсем пропащий) de Gueorgui Danielia : le roi
- 1975 : La Prime (Премия) de Sergueï Mikaelian : Potapov
- 1975 : Afonia (Афоня) de Gueorgui Danielia : Kolia
- 1975 : Le Fils aîné (Старший сын, Starchy syn) de Vitali Melnikov : Andreï Sarafanov
- 1976 : Une longue, longue affaire (Длинное, длинное дело) de Vladimir Schrödel : l'enquêteur Loujine
- 1977 : Mimino (Мимино) de Gueorgui Danielia : Ivan Sergueïevitch, ancien combattant de la guerre
- 1977 : Le Mariage (film, 1977) (Женитьба) de Igor Maslennikov : Zhevakine
- 1979 : Le Marathon d'automne (Осенний марафон) de Gueorgui Danielia : Vassili Ignatievitch, le voisin de Bouzikine
- 1980 : À la recherche d'allumettes (За спичками) de Leonid Gaidai : Annti Ihalainen
- 1982 : Les larmes coulaient (Слёзы капали) de Gueorgui Danielia : Vassine
- 1986 : Kin-dza-dza! (Кин-дза-дза) de Gueorgui Danielia : Ouaf
- 1988 : Tuer le dragon (Убить дракона) de Mark Zakharov : Bourgmestre
- 1990 : Pasport (Паспорт) de Gueorgui Danielia : embassadeur russe à Vienne
- 1993 : Nastia (Настя) de Gueorgui Danielia : Pitchouguine

### Doublage
- 1981 : Les Aventures de Vassia Kourolessov (Приключения Васи Куролесова) de Vladimir Popov : Bâton, escroc